# نورخ
نورخ (به هلندی: Norg) یک منطقهٔ مسکونی در هلند است که در نوردن‌فلد واقع شده‌است. نورخ ۳٬۷۱۰ نفر جمعیت دارد.